# Teorema di Weyl (algebra lineare)
In algebra lineare, il teorema di Weyl, anche detto disuguaglianza di Weyl o teorema di monotonicità di Weyl, caratterizza gli autovalori della matrice somma di due matrici hermitiane.

## Enunciato
Siano {\displaystyle \mathrm {A} } e {\displaystyle \mathrm {B} } due matrici hermitiane {\displaystyle n\times n} con autovalori {\displaystyle \lambda _{1}\leq ...\leq \lambda _{n}} e {\displaystyle \mu _{1}\leq ...\leq \mu _{n}} rispettivamente. Siano {\displaystyle \gamma _{1}\leq \dots \leq \gamma _{n}} gli autovalori della matrice {\displaystyle \mathrm {A} +\mathrm {B} }, si ha:
{\displaystyle \lambda _{j}+\mu _{k-j+1}\leq \gamma _{k}\leq \lambda _{i}+\mu _{n-i+k}\qquad \forall k\leq n}
per {\displaystyle 1\leq j\leq k\leq i\leq n}.

## Dimostrazione
Si considerino le seguenti diagonalizzazioni:
{\displaystyle \mathrm {A} =\mathrm {U\Lambda U} ^{H}\qquad \mathrm {B} =\mathrm {VMV} ^{H}\qquad \mathrm {A} +\mathrm {B} =\mathrm {W\Gamma W} ^{H}}
dove {\displaystyle \mathrm {U} }, {\displaystyle \mathrm {V} } e {\displaystyle \mathrm {W} } sono unitarie. Dette {\displaystyle \mathbf {u} _{i}}, {\displaystyle \mathbf {v} _{i}} e {\displaystyle \mathbf {w} _{i}} le colonne di {\displaystyle \mathrm {U} }, {\displaystyle \mathrm {V} } e {\displaystyle \mathrm {W} }, si considerino gli spazi:
{\displaystyle {\mathcal {U}}=\langle \mathbf {u} _{j},\dots ,\mathbf {u} _{n}\rangle }
{\displaystyle {\mathcal {V}}=\langle \mathbf {v} _{k-j+1},\dots ,\mathbf {v} _{n}\rangle }
{\displaystyle {\mathcal {W}}=\langle \mathbf {w} _{1},\dots ,\mathbf {w} _{k}\rangle }
con {\displaystyle j\leq k\leq i} fissati. Applicando la formula delle dimensioni si ottiene: 
{\displaystyle \dim \left({\mathcal {U}}\cap {\mathcal {V}}\cap {\mathcal {W}}\right)=1}
Allora esiste un vettore {\displaystyle \mathbf {z} \in {\mathcal {U}}\cap {\mathcal {V}}\cap {\mathcal {W}}} di norma euclidea:
{\displaystyle \left\|\mathbf {z} \right\|_{2}=1\qquad \mathbf {z} \in \mathrm {U} }
perciò:
{\displaystyle \mathbf {z} =\alpha _{j}\mathbf {u} _{j}+\dots +\alpha _{n}\mathbf {u} _{n}}
con {\displaystyle \alpha _{i}\in \mathbb {C} }. Inoltre dato che {\displaystyle \mathrm {U} } è unitaria e che {\displaystyle \left\|\mathbf {z} \right\|_{2}=1}:
{\displaystyle \mathbf {z} ^{H}\mathrm {Az} \geq \lambda _{j}}
usando la diagonalizzazione unitaria di {\displaystyle \mathrm {A} }. Con lo stesso ragionamento:
{\displaystyle \mathbf {z} ^{H}\mathrm {Bz} \geq \mu _{k-j+1}}, {\displaystyle \mathbf {z} ^{H}\mathrm {(A} +\mathrm {B)z} =\gamma _{k}}
Da queste ultime tre disuguaglianze si ricava la prima disuguaglianza del teorema:
{\displaystyle \gamma _{k}\geq \mathbf {z} ^{H}\mathrm {(A} +\mathrm {B)} \mathbf {z} =\mathbf {z} ^{H}\mathrm {A} \mathbf {z} +\mathbf {z} ^{H}\mathrm {B} \mathbf {z} \geq \lambda _{j}+\mu _{k-j+1}}
Per la seconda disuguaglianza del teorema si procede in modo analogo.